# Thiel (Modelleisenbahn)
Thiel ist ein Hersteller von Modellbahnzubehör in Murr bei Ludwigsburg, der vor allem ein 45-mm-Gleissystem für die Spur IIm bzw. Spur 1 herstellt. Die Gleise sind speziell für die Verwendung in Freilandanlagen, so genannten Gartenbahnen, vorgesehen. 
Das Gleis ist unter Gartenbahnern bekannt als Alternative oder Ergänzung zu Gleisen von LGB oder AristoCraft. Dies gilt insbesondere für Schienenprofile aus vernickeltem Messing, die neben solchen aus blankem Messing für das komplette Gleissystem angeboten werden. Als vorteilhaft werden auch die seitlich an die Profile schraubbaren Schienenverbinder angesehen, für die alle Gleisbau-Elemente auch mit vorgebohrten Profilen erhältlich sind.
Neben der Kompatibilität zu LGB-Gleisen (Code 335) zeichnet sich das Gleissystem durch elf Radien für gebogene Gleise und einer Vielfalt an Weichen und Kreuzungen aus. Für die elektrische Steuerung der Weichen werden Antriebe von Böhler benutzt. Neben starren Fertiggleisen sind auch Flexgleise und Selbstbaugleise verfügbar. 